# Dolce & Gabbana

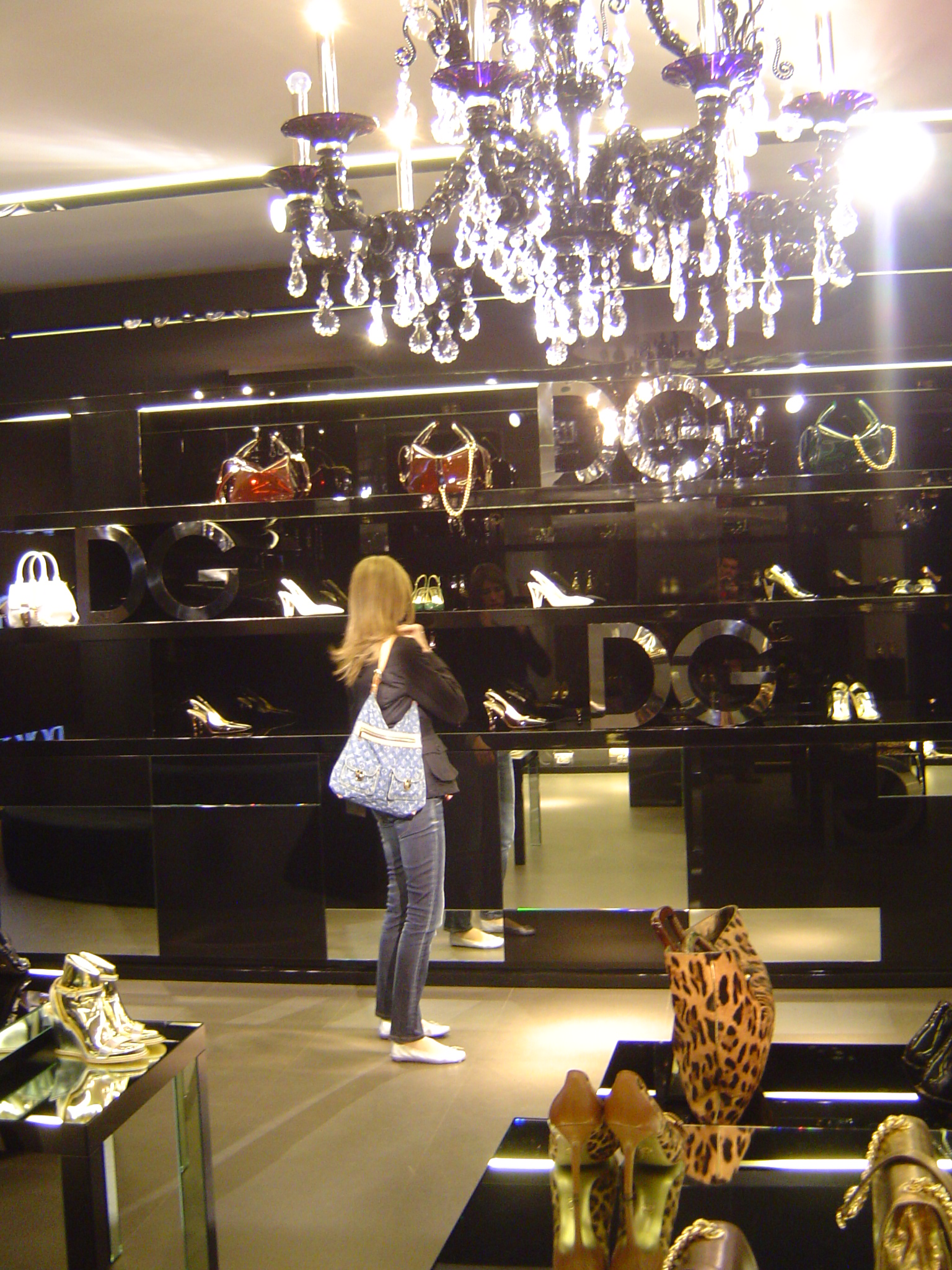
Dolce & Gabbana-winkel in Via della Spiga, Milaan

Dolce & Gabbana is het kledingmerk van twee Italiaanse modeontwerpers, Domenico Dolce en Stefano Gabbana.
Het kledingmerk Dolce & Gabbana hoort thuis in de categorie topmerken zoals Gucci, Versace, Armani, Louis Vuitton en Viktor & Rolf. Het modehuis is gevestigd in Milaan en telt ruim drieduizend werknemers. Naast kleding werden ook tientallen boeken op de markt gebracht en wordt sinds 2006 een luxe restaurant in Milaan geëxploiteerd, Gold.
Het merk bestond aanvankelijk uit twee lijnen: D&G en Dolce & Gabbana, waarvan de laatste de duurste was. De stijl kende veel invloeden uit hiphop en r&b. Het duo ontwierp kleding voor verschillende beroemdheden, onder wie Madonna, Gisele Bündchen, Eros Ramazzotti en Kylie Minogue.
In februari 2005 besloot het stel uit elkaar te gaan en een punt te zetten achter hun negentien jaar durende relatie. Wel lieten zij weten op zakelijk vlak te blijven samenwerken. Op 10 maart 2011 werd de tweede lijn van Dolce & Gabbana genaamd D&G definitief opgeheven. Hun laatste collectie is de Spring Summer 2011.
Een Italiaanse rechtbank veroordeelde Dolce en Gabbana in juni 2013 tot een gevangenisstraf van 20 maanden voorwaardelijk vanwege belastingontduiking. In april van datzelfde jaar kreeg het duo om dezelfde reden al een boete opgelegd van 343 miljoen.